# Mette Filskov
Mette Filskov, dansk orienterare som tog brons i stafett vid VM 1983.